# Асикага Ёсиакира
Асикага Ёсиакира (яп. 足利 義詮, 18 чис. 6 мес. II года Гэнтоку [4 июля 1330] — 7 чис. 12 мес. XXII года Сёхэй, VI года Дзёдзи [28 декабря 1367]) — 2-й сёгун сёгуната Муромати. Правил с 1358 по 1367 год. Был сыном Асикаги Такаудзи, основателя сёгуната Муромати.
Ёсиакира провёл детство в городе Камакура. Присоединился к войскам отца в 1333 году, которые отправились в Киото и перешёл вместе с ними на сторону восставшего императора Го-Дайго. Во время «реставрации Кэмму» Ёсиакира находился в Камакуре.
В 1358 году, после смерти Асикаги Такаудзи, Ёсиакира принял титул сёгуна. Хотя в начале его правления страна раскололась на ряд удельных владений, начиная с 1363 году вместе с умиротворением рода Ямада (яп. 山田氏), ему удалось стабилизировать ситуацию и сохранить целостность японского государства.
В 1367 году Ёсиакира умер. Его могила находится в храме Тодзи-ин, Киото, где похоронен его отец. Через несколько месяцев после его смерти титул сёгуна наследовал его сын Асикага Ёсимицу.